# Nacaduba euplea
Nacaduba euplea är en fjärilsart som beskrevs av Hans Fruhstorfer 1916. Nacaduba euplea ingår i släktet Nacaduba och familjen juvelvingar. Inga underarter finns listade i Catalogue of Life.